# Koto Payang
Koto Payang is een bestuurslaag in het regentschap Kerinci van de provincie Jambi, Indonesië. Koto Payang telt 1068 inwoners (volkstelling 2010).